# كويتشي توغاشي
كويتشي توغاشي (باليابانية: 冨樫 剛一) (15 يوليو 1971 في كاناغاوا في اليابان – )؛ هو لاعب كرة قدم ياباني سابق كان يلعب كمدافع.

## وصلات خارجية
- كويتشي توغاشي على موقع رابطة كرة القدم اليابانية للمحترفين (اليابانية)
- كويتشي توغاشي على موقع قاعدة بيانات كرة القدم.إي يو (الإنجليزية)
- كويتشي توغاشي على موقع Soccerway.com (الإنجليزية)
- كويتشي توغاشي على موقع عالم كرة القدم.نت (الإنجليزية)